# ولگرد (فیلم هندی)
ولگرد (به هندی: Gunday) یک فیلم سینمایی هندی در ژانر اکشن و دلهره‌آور محصول سال ۲۰۱۴ و به کارگردانی علی عباس ظفر با بازی  رانویر سینگ، آرجون کاپور، پریانکا چوپرا، عرفان خان، سراب شوکلا و ویکتور بنرجی است. 
در این فیلم ارجون کاپور و رانویر سینگ نقش دو دوست صمیمی و قانون شکن را بازی می‌کنند که یک رقاص کاباره باعث سوءتفاهم و رقابت میان آن‌ها می‌شود.

## خلاصه داستان
این داستان با روایت استقلال بنگلادش پس از جنگ ۱۹۷۱ آغاز می‌شود. دو نفر از یتیمانی که تحت تأثیر این تغییر قرار می‌گیرند، ویکرام (رانویر سینگ) و باله (آرجون کاپور) هستند. ویکرام و باله فرار می‌کنند و مشغول به کار در رستورانی در کلکته می‌شوند. صاحب رستوران به آن‌ها توهین می‌کند و بد رفتاری‌های او باعث می‌شود که آن‌ها کار در رستوران را رها کنند و متوجه می‌شوند فروش زغال سنگ سود زیادی به دنبال دارد.
سالها می‌گذرد و آن‌ها دیگر کودک نیستند. آنها هم‌اکنون مشغول به دزدیدن زغال سنگ از قطار و فروش آن می‌باشند، رقیب اصلی آن‌ها دیباکر است، افراد دیباکر آن‌ها را تهدید می‌کنند که از این کار کنار بروند. اما ویکرام و باله به خود هراسی راه نمی‌دهند و این بار سعی در غارت قطار دیباکر را دارند! هنگام دزدی، دیاکر آن‌ها را پناهنده می‌خواند و این موجب عصبانیت آن‌ها می‌شود، ویکرام و باله به او تذکر می‌دهند که آن‌ها پناهنده نیستند بلکه هندو به حساب می‌آیند و سپس دیباکر را می‌کشند.
تجارت آن‌ها از راه پول‌شویی گسترش یافته و ثروتمند شده‌اند، آن‌ها اقدام به ساختن بیمارستان و موسسات خیریه می‌کنند و به سبب همین امر در میان مردم به قهرمانان محلی تبدیل می‌شوند. معاون پلیس، سرکار ساتیاجیت (عرفان خان)سعی در یافتن مدرک علیه آن‌ها و بازداشتشان دارد. در کلوب جدیدی در کلکته آن دو با ناندیتا (پریانکا چوپرا)، رقاص ان کلوب، آشنا می‌شوند. هردو عاشق ناندیتا می‌شوند اما رقابت ناسازگاری میان آن‌ها وجود ندارد و تصمیم می‌گیرند که هر کسی که ناندیتا او را انتخاب کند می‌تواند با او ازدواج کند. ناندیتا آن‌ها را به نمایشی دعوت می‌کند تا بگوید چه کسی را انتخاب کرده‌است. شخصی در میان نمایش به ناندیتا توهین می‌کند و باله پس از درگیری با ان شخص، او را می‌کشد! ویکرام به باله می‌گوید که باید خود را پنهان کند اگرنه توسط سرکار بازداشت خواهد شد اما به باله قول می‌دهد که تا زمانی که بازنگشته سراغ نادیتا نرود.
اما ناندینا به سراغ ویکرام می‌رود و می‌گوید ویکرام مرد انتخابی اوست، شخصی آن دورا باهم می‌بیند و به باله خبر می‌دهد در این هنگام دشمنی میان این دو دوست آغاز می‌شود. باله ناندیتا را می‌دزد و بعد از اینکه می‌فهمد ناندیتا واقعاً عاشق ویکرام است او را رها می‌کند و ویکرام هنگام رفتن به اداه پلیس، شخضی که مثلاً باله او را کشته بود را ملاقات می‌کند! و متوجه می‌شود که ناندیتا یک افسر پلیس و از افراد سرکار است، پس از آشکار شدن این موضوعات ویکرام و باله دوباره به دو دوست واقعی تبدیل می‌شوند. آن‌ها در معدن زغال سنگ توسط پلیس محاصره می‌شوند ولی بازهم تسلیم نمی‌شوند و هنگام دویدن به سمت قطار توسط گلوله سرکار و ناندیتا کشته می‌شوند و فیلم به اتمام می‌رسد.